# Mary Sackville
Mary Sackville, född 1586, död 1645, var en engelsk adelskvinna och hovfunktionär. Hon var guvernant till de engelska kungbarnen mellan 1630 och 1645. 
Hennes make utnämndes 1628 till drottningens överhovmästare, och 1630 utnämndes hon till guvernant eller överhovmästare för kungabarnens hushåll; först för de två äldsta prinsarna och 1643 även för de yngre barnen. År 1645 mottog hon pension, men avled i tjänst innan hon hann avträda.